# Пылгинский хребет
Пы́лгинский хребе́т (устаревшее — Хребет Малиновского) — горный хребет в азиатской части России, на территории материковой части Камчатского края.
Входит в систему Корякского нагорья. Протяжен с юго-запада на северо-восток — от полуострова Говена до среднего течения реки Пахача. Образует осевую часть полуострова Говена, (1000—1355 метров над уровнем моря). Отделен от соседнего Ветвейского хребта поймой реки Вывенка.
Хребет включает порядка сотни ледников, среди которых самые крупные — Гиткоюлинский, Еуваямский, Рытхынякунский, Большой Панетинский, а также многолетние снежники и горные пресные озера Потатгытгын и Илиргытгын. 
Преобладающие высоты хребта — 400—1000 метров. Пылгинский хребет имеет альпийский облик — с острыми и узкими гребнями, узкими или куполообразными вершинами, крутыми и покрытыми осыпями склонами. Отроги хребта перпендикулярны морскому берегу, благодаря чему в полуостров Говена врезаются бухты фьордового типа — Лаврова, Южная Глубокая.
Растительность Пылгинского горно-приморского округа включает горные и приморские тундры, стланики, ёрники, субальпийские и приморские луга, а также приморские марши.
Значительная часть хребта входит в охранную зону Корякского заповедника.